# Andrew Gaze
Andrew Barry Casson Gaze (Melbourne, 24 de julio de 1965) es un exjugador y exentrenador de baloncesto australiano, que disputó dos temporadas en la NBA, transcuirriendo el resto de su carrera en su país, salvo un par de temporadas en Europa. Con 2,01 metros de estatura, jugaba en la posición de escolta.

## Trayectoria deportiva

### Universidad
| Año     | Equipo     | PJ | PT | MPP  | %TC  | %3P  | %TL  | RPP | APP | ROB | TPP | PPP  |
| ------- | ---------- | -- | -- | ---- | ---- | ---- | ---- | --- | --- | --- | --- | ---- |
| 1988–89 | Seton Hall | 38 | 37 | 32.6 | .509 | .425 | .726 | 4.5 | 2.8 | 2.9 | 2.1 | 13.6 |

### Profesional
Hijo del jugador y entrenador australiano Lindsay Gaze, Andrew comenzó una carrera estelar en la NBL a la edad de 18, siendo nombrado Rookie del año en 1984. Sus increíbles habilidades en el tiro le convirtieron en el mayor anotador de la liga durante 14 temporadas. Gaze cominaba un gran tiro de tres con su facilidad a la hora de pasar. El favorito de la afición, una de las típicas jugadas era un pase de él para Lanard Copeland que culminaba la jugada haciendo un alley-oop. Jugando bajo las órdenes de su padre en los Melbourne Tigers, Gaze lideró al equipo a dos títulos y a las finales en muchas ocasiones.
Gaze además sobresalió en partidos internacionales, jugando en un total de 5 Juegos Olímpicos y 4 mundiales con los Boomers y los llevó a su mejor momento, cuartos en los Juegos Olímpicos de 1996. Fue elegido para portar la bandera Australiana en la ceremonia de apertura de los Juegos de Sídney 2000. Él posee hasta ahora el récord de anotación en una competición Olímpica, y el segundo récord en un partido del Campeonato Mundial de Baloncesto.
En 1989 Gaze jugó una temporada en el college basketball en la Universidad Seton Hall, donde su equipo alcanzó las finales de la NCAA de 1989, perdiendo en la prórroga ante Míchigan. Él probó con Seattle SuperSonics, pero no le ofrecieron un contrato y finalmente prescindieron de él. En la temporada 1993-94 jugó siete partidos para Washington Bullets. Estuvo durante un breve tiempo en la NBA además en la temporada del lockout 1998-99 con los San Antonio Spurs, pero recibió pocos minutos y se lesionaría para el final de la temporada. Recibió su anillo de campeón después de que los Spurs ganasen ese año el título, a pesar de que él no formaba parte de la plantilla en los playoffs.
Después de los Juegos Olímpicos de Sídney, Gaze se retiró de la competición internacional, pero continuó jugando en la NBL. El 12 de mayo de 2005, anunció su retirada, después de 612 partidos en la NBL y 20 años como jugador profesional de baloncesto.
Más tarde, sacaría a la vente su autobiografía, "A Kid, a Ball, a Dream", (Un niño, un balón, un sueño) coescrita con Grantley Bernard.

## Participaciones en competiciones internacionales

### Juegos olímpicos
Ha participado en cinco Juegos Olímpicos.
Participó en los siguientes juegos olímpicos:
- Los Ángeles 1984 7/12
- Seúl 1988 4/12
- Barcelona 1992 6/12
- Atlanta 1996 4/12
- Sídney 2000 4/12

### Mundiales
- España 1986 16/24
- Argentina 1990 7/16
- Canadá 1994 6/16
- Grecia 1998 9/16

## Estadísticas de su carrera en la NBA
|  | Denota temporada en la que ganó un campeonato de la NBA |

### Temporada regular
| Año     | Equipo      | PJ | PT | MPP  | %TC  | %3P  | %TL   | RPP | APP | ROB | TPP | PPP |
| ------- | ----------- | -- | -- | ---- | ---- | ---- | ----- | --- | --- | --- | --- | --- |
| 1993-94 | Washington  | 7  | 0  | 10.0 | .471 | .500 | 1.000 | 1.0 | .7  | .3  | .1  | 3.1 |
| 1998-99 | San Antonio | 19 | 0  | 3.1  | .320 | .313 | .000  | .3  | '.3 | .1  | .1  | 1.1 |
| Total   | Total       | 26 | 0  | 4.9  | .381 | .375 | 1.000 | .5  | .4  | .2  | .1  | 1.7 |